# Гралек, Ежи
Ежи Гралек (пол. Jerzy Grałek; 23 июня 1946 — 15 февраля 2016) — польский актёр театра, кино и телевидения.

## Биография
Родился в Сосновце. Актёрское образование получил в Киношколе в Лодзи, которую окончил в 1969 году. Дебютировал в театре в 1969. Актёр театров в разных городах (Быдгощ, Ольштын, Лодзь, Вроцлав, Краков). Выступает в спектаклях «театра телевидения» с 1970 года.

## Избранная фильмография
- 1967 — Отец / Ojciec
- 1968 — Дансинг в ставке Гитлера / Dancing w kwaterze Hitlera
- 1972 — Коперник / Kopernik
- 1985 — Исповедь сына века / Spowiedź dziecięcia wieku
- 1987 — На серебряной планете / Na srebrnym globie
- 1989 — Триумф духа / Triumph of the Spirit
- 1993 — Эскадрон / Szwadron
- 1995 — Дама с камелиями / Dama Kameliowa
- 1999 — Пан Тадеуш / Pan Tadeusz
- 2002 — Шопен. Желание любви / Chopin. Pragnienie miłości
- 2004 — Ва-банк 3 / Vinci

## Признание
- 1983 — Серебряный Крест Заслуги.
- 1987 — Награда за роль — XXVII Калишские театральные встречи.
- 1987, 1993 — Награда за роль — Опольские театральное сопоставления.